# Madeleine (prénom)
Cet article concerne le prénom Madeleine et les personnalités le portant. Pour les autres significations, voir Madeleine.
Cette page présente le prénom Madeleine ainsi que ses variantes.

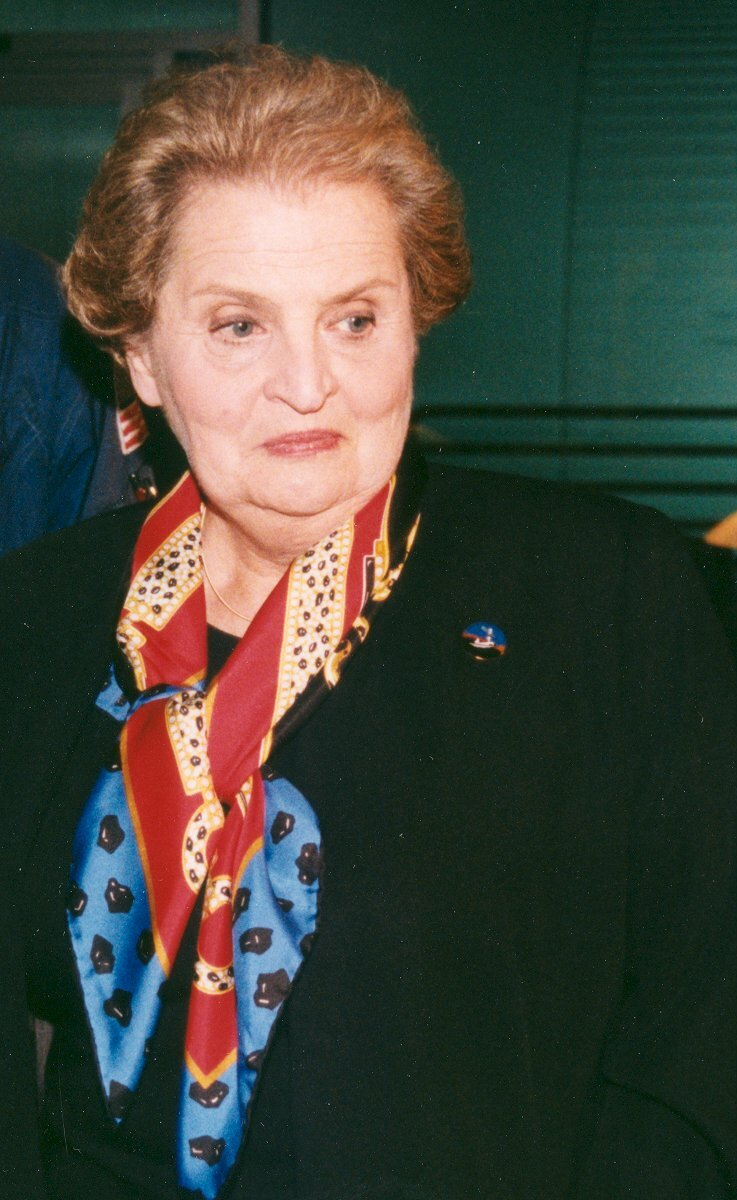
La secrétaire d'Etat américaineMadeleine Albright en 1998

Madeleine est un prénom féminin d'origine hébraïque. C'est un prénom d'usage en français. Il provient d'un personnage du Nouveau Testament, Marie Madeleine ou plus précisément Marie de Magdala, une ville de Galilée au bord du lac de Tibériade. Étymologie מגדל = tour.

## Variantes
- français : Madeleine, Madelaine, Magdelaine, Magdeleine
- anglais : Madeleine; Madeline
- allemand, anglais, espéranto, espagnol, latin, polonais, suédois : Magdalena
- hongrois : Magdolna
- irlandais : Madailín
- italien : Maddalena
- occitan : Magalona, Magdalena, Magali
- poitevin : Madelon, Médeline, Madeluche
- roumain : Mădălina
- slovaque : Magdaléna
- tchèque : Magdaléna
- portugais : Madalena
- dialecte du Schleswig-Holstein : Maleen (voir Demoiselle Maleen)

Diminutifs français : Madou, Mado, Madelon.
 Autres diminutifs : Magda, Madda, Lena, Madi, Maddy, Mädel.
- autre forme du prénom : Marie-Madeleine

## Personnalités portant ce prénom
- Pour l'ensemble des articles sur les personnes portant ce prénom, consulter :
  - la liste des articles dont le titre commence par ce prénom
  - les listes produites par Wikidata : Liste des personnes de prénom « Madeleine » — même liste en incluant les éventuels prénoms composés qui contiennent « Madeleine ».

Saintes :
- Marie Madeleine, disciple de Jésus, (fête le 22 juillet).
- Marie Madeleine de Pazzi (1566-1607), carmélite, mystique italienne, canonisée en 1669.
- Madeleine Cho (1808-1839), martyre à Séoul, canonisée en 1984.
- Madeleine Han Yong-i (1783-1839), laïque, martyre en Corée, canonisée en 1984.
- Madeleine Pak Pong-son (1796-1839), laïque, martyre en Corée, sainte.
- Madeleine Son So-byog (1802-1840), laïque, martyre en Corée, sainte.
- Madeleine Yi Yong-hui (1809-1839), martyre en Corée.

### Personnages célèbres
- Madeleine de France (1443-1495), régente de Béarn
- Madeleine de France (1520-1537) reine d'Écosse
- Françoise-Madeleine d'Orléans, duchesse de Savoie
- Éléonore Madeleine de Neubourg (1655-1720), impératrice germanique
- Madeleine d'Autriche (1532-1590), archiduchesse d'Autriche et religieuse
- Marie-Madeleine d'Autriche (1589-1631) grande-duchesse et régente de Toscane
- Marie-Madeleine d'Autriche (1656-1669), archiduchesse d'Autriche, comtesse de Tyrol
- Marie-Madeleine d'Autriche (1689-1743), archiduchesse d'Autriche
- Sophie Madeleine de Danemark (1746-1813), reine de Suède
- Madeleine Paulmier ! 1755, cuisinière lorraine,
- Maria Magdalena Dietrich (1901-1982) comédienne allemande (sous le pseudonyme Marlène Dietrich)
- Magda Schneider (1909-1996), comédienne allemande
- Madeleine Renaud (1900-1994), comédienne française
- Madeleine Sologne (1912-1995), comédienne française
- Madeleine de Suède (née en 1982) fille cadette du roi Charles XVI de Suède et de la reine Silvia Sommerlath
- sœur Marie Madeleine (1847-1897), sœur de l'impératrice d'Autriche, duchesse en Bavière, duchesse d'Alençon, membre du Tiers-Ordre dominicain
- Madeleine Brès (1842-1921), première femme à avoir obtenu un diplôme de docteur en médecine en France en 1875.

### Personnages de fiction et œuvres d'art
- Monsieur Madelaine, pseudonyme que prend Jean Valjean dans Les Misérables de Victor Hugo
- Madelaine, personnage du feuilleton télévisé Au bon beurre interprété par Béatrice Agenin

- Quand Madelon..., chanson de troupe
- Madeleine, chanson de Jacques Brel
- Madeleine, chanson du groupe Los Carayos
- Maria Magdalena, chanson de Julie Pietri
- Bye bye Madeleine, chanson de Pumpkin & Vin'S da Cuero
- Madeleine, chanson de Dalí
- Madeleine, chanson de Hugues Aufray

## Divers
- Traits personnels associés :
  - Divertissement
  - Intuition
  - Vérité
  - Indépendance d'Esprit (libertaire)
  - Réflexion

- Numéro cabalistique : 5 (nombre)
- Planètes :
  - Mercure
  - Uranus